# Statemachine
Statemachine är en svensk musikgrupp. Den bildades 1994 i Stockholm av Mårten Kellerman och Rikard Lindell. Idag består gruppen av Mårten Kellerman, Jörgen Leo Josefsson och Rickard Gunnarsson.
Statemachine har främst gjort sig ett namn inom syntpopgenren. Själva kallar medlemmarna dock sin musik för ”högteknologisk alternativ pop”. Enligt Mårten Kellerman var syntpopen på bandets genombrottsskiva Avalanche Breakdown bara ett tema för plattan – inte för gruppen.

## Historik

### 1990-1999

#### Bildandet av gruppen
Även om planer på bandet hade funnits i ett par år innan
, så bildades Statemachine officiellt 1994 i Stockholm av Mårten Kellerman och Rikard Lindell. De kände varandra sedan skoltiden i gymnasiet i Nyköping. De hade då spelat en del ihop, men sedan gått skilda musikaliska vägar.
Mårten Kellerman var uppvuxen i Nyköping och senare Oxelösund. Där hade han varit med att starta syntpopgruppen Celldivision (ibland stavat Cell Division). I gruppen fanns även Jörgen Leo Josefsson, som senare gick med i Statemachine. Celldivision släppte ett par singlar på Black Business Records 1990 och 1991. De fick också musikvideon till sin låt "The Homeless" spelad i Sveriges Televisions ungdomsprogram Kosmopol.
Efter gymnasiet flyttade Kellerman till Stockholm och fick arbete som producent och tekniker på skivbolaget Stockholm Records. Han bildade samtidigt syntbandet Hello in TV Land, även det tillsammans med Jörgen Leo Josefsson (Gruppnamnet var ett citat hämtat från en Stjärnornas Krig-dokumentär som gick på svensk TV 1985-10-05).
En dag hade Mårten Kellerman och Rikard Lindell bokat en studio hos Stockholm Records. Målet var att göra inspelningar för Hello in TV Land. Bandet före dem i studion, Army of Lovers, var dock inte klara i tid. För att fördriva tiden gick Kellerman och lindell in i en mindre, intilliggande, studio. Där började de improvisera låtar. Snart hade de skrivit den allra första Statemachine-låten, ”Relaxation Oscillator”. Inom ett par dagar hade de skrivit en tredjedel av materialet till debutplattan Avalanche Breakdown.
Kellermans far uppmuntrade dem att spela in fler låtar och skickade in några låtar till Sveriges Radio P3:s program Musikjournalen. Han skickade även in låtarna till olika skivbolag. October Records skrev kontrakt med bandet.
Namnet Statemachine hade funnits med sedan ett par år tillbaka. Kellerman hade hittat ordet under en elektroniklektion i skolan och nämnt för Lindell att det lät som ett bra namn för ett band.

#### Avalanche Breakdown (1996)
1995 gick Anna Jansson med i bandet som bakgrundssångerska och klaviaturspelare. Hon deltog i inspelningarna av Avalanche Breakdown, som huvudsakligen ägde rum i mars 1995 i Soundfronts studio i Uppsala.
Den 4 mars 1996 gjorde bandet sitt första släpp, maxisingeln Hologram. Recensionerna var positiva. Tidskriften Propaganda gav betyget 85 av 100 och uppmanade läsarna att sluta läsa recensionen så de kunde gå och köpa singeln. Den svenska tidningen Novelty gav plattan 7 av 10 och rekommenderade köp.
En egenhet Hologram hade var att den bitvis knastrade som en LP-skiva, trots att den var utgiven på CD. Knastret var pålagt med flit för att skapa ”vinylkänsla”.
Den 5 april 1996 gjorde bandet sin första offentliga spelning och spelade fem låtar som förband till det tyska syntbandet Dance or Die. Spelningen ägde rum på klubben Strokes tvåårsjubileum. Bandet hade fått förfrågan bara fyra dagar innan, vilket gjorde att en av medlemmarna inte kunde vara med på grund av tentamensstudier. Musiktidningen Zynthec beskrev spelningen som ”en splittrad upplevelse”, men lade till att arrangör och publik ändå verkade nöjda. Även tidskriften och fanzinet Sauna var där. De var inte vidare begeistrade över framträdandet. Dessutom kommenterade de i förbigående att bandets klaviaturspelare hade Sveriges fulaste frisyr. Som svar klippte Kellerman av sig halva håret och skickade in det till tidskriften. Sauna utlyste då en Statemachine-tävling, där första pris var Kellermans hår.
Den 20 maj 1996 kom genombrottsalbumet Avalanche Breakdown. Albumet kom ut dels i normal CD-version, dels som en dubbel-CD i begränsad upplaga med några extra spår. October släppte plattan i Sverige och Tyskland, men den spred sig via import till andra länder.
Albumet fick lysande recensioner. Musiktidningen Zynthec gav plattan 5 poäng av 5 och menade att Statemachine hade lyckats göra en av nittiotalets bästa svenska debutplattor.
Den tyska tidningen X-Point ansåg att alla låtarna höll högsta klass och att Statemachines repertoar inte hade några svaga punkter.
Den amerikanska webbtidskriften Grinding into Emptiness menade att det här var en av de få plattor som det verkligen inte gick att säga något illa om.
Sauna skrev att Statemachine verkligen överraskade med starka och strukturerade låtar.
Även Avalanche Breakdown hade egenheten att knastra i bakgrunden likt en LP-skiva.
Bandet följde upp succésläppet med ytterligare en singel ett halvår senare. Den 28 oktober 1996 kom CD-singeln Happy Endings ut. Den innehöll bland annat ”Relaxation Oscillator”, den första låt Mårten och Rikard skrev för bandet.
1997 hoppade Anna Jansson av, då hon inte ville ge sig ut och turnera. Även Rikard Lindell lämnade bandet det året. Bandet tog istället in Rickard Gunnarsson på klaviatur. Han kom närmast från hårdsyntbandet Enemy Alliance, som bland annat varit förband till svenska Mobile Homes. Gunnarsson hade även ett förflutet i pojkbandet Busungarna
, som i mitten av 1980-talet låg på listorna med låten Tomten, jag vill ha en riktig jul.
Bandet blev en duo, bestående av Kellerman och Gunnarsson.

#### Legerdemain (1997)
1997 åkte Statemachine ut på sin första turné. De gjorde 30 spelningar i Tyskland, Österrike, Schweiz och Sverige. I samband med det släppte skivbolaget ett extraalbum, i begränsad upplaga. Albumet bestod av tidigare osläppta låtar, låtar plockade från samlingsskivor, samt omgjorda varianter av redan utgivet material. Bandet döpte plattan till Legerdemain (franska för ”taskspeleri”) – vilket, med glimten i ögat, anspelade på det faktum att skivan inte direkt innehöll något nytt material.

#### Breakdown (1998)
Den 2 november 1998 kom en ny fullängdare, Breakdown. Det var bandets sista släpp på October Records, som 1998 gick ihop med Energy Rekords. Istället flyttade Statemachine över till skivbolaget SubSpace Communications.
Breakdown var till största delen en omgjord version av Avalanche Breakdown, med en rockigare klang som var mer anpassad för den amerikanska marknaden. Endast låten "Hologram" var med i originalarrangemang.
Förfrågningar om en USA-turné dök upp, men bandet valde att avvakta. De ville först ta fram nytt material, och en ny platta, istället för att bara turnera med de låtar de redan kört i flera år.
I början av 1999 kom Breakdown ut på det amerikanska skivbolaget A Different Drum. Bolaget sålde även bandets övriga plattor.
Inför turnén 1999 i Sverige och Tyskland tog bandet in en ny medlem, klaviaturspelaren och gitarristen Albion Venables. Gruppen var nu återigen en trio.
Den 1 mars 1999 kom så det första smakprovet från den nya plattan, i form av singeln "Battered and bruised". Plattan skulle, enligt planerna, följa kort därefter.

### 2000-2009

#### Short and Explosive (2003)
2001, två år efter att bandet utlovat den nya plattan, hade fortfarande inget hänt. I en intervju från maj 2001 förklarade Rickard Gunnarsson att plattan Short and Explosive hade dragit ut på tiden. Bandet hade inte varit nöjda med låtarna, utan gjort om dem flera gånger. De hade även bytt studio från analogt till digitalt, och i och med det köpt en hel del ny utrustning att lära sig. Dessutom hade Mårten, sångaren, gått igenom en krävande fas i sitt privatliv. Han hade därmed inte kunnat spela in sång. För att bryta av hade han istället ägnat sig åt ett sidoprojekt, Each Dawn I Die.
För att komma vidare i arbetet med Short and Explosive anlitade bandet Jörgen Leo Josefsson, från Mårtens första band Celldivision. Den 4 mars 2002 förkunnade bandets hemsida att Jörgen numera var fullvärdig medlem. Han ersatte Albion Venables, som valt att lämna gruppen för att satsa fullt ut på sitt eget projekt Naked Ape. Jörgen hade fått flera propåer under åren, och då och då hjälpt till i bandets arbete. Nu tackade han till slut ja. Han kom med precis i slutfasen av nya ep:n Less than perfect ep, som kom ut den 2 april 2002.
Den 13 juni 2003 kom så den nya fullängdaren, Short and Explosive, ut. På 2004 års upplaga av Scandinavian Alternative Music Awards, som ägde rum den 2 april 2004, vann Statemachine pris för bästa artist. Short and Explosive tog hem priset för bästa album.
Bandet följde upp släppet med singlar och ett antal spelningar. Samtidigt började medlemmarna ägna sig åt soloprojekt, bland annat Lowe. Trots framgångarna försvann därför Statemachine gradvis från scenen under åren som följde.

### 2010-
Den 7 mars 2014 dök Statemachine upp som hemlig gäst på syntgruppen Mobile Homes 30-årsjubileum, som ägde rum på Debaser i Stockholm. Statemachine spelade en egen version av Mobile Homes-låten ”Something better”. I samband med det uppdaterade gruppen sin hemsida, för första gången sedan 2006.
I en intervju gjord 2014 menade Mårten Kellerman att Statemachine aldrig riktigt nådde sin fulla musikaliska potential. Det kunde därför finnas utrymme för att ta upp bandet igen i framtiden.